# Valderrama
Valderrama es una localidad española del municipio de Partido de la Sierra en Tobalina, del cual es cabecera, perteneciente a la provincia de Burgos, en la comunidad autónoma de Castilla y León. Está ubicada en la comarca de Las Merindades y en el partido judicial de Villarcayo.

## Geografía
Entidad local menor cuyo alcalde pedáneo es Adonai Pérez, del PP.

## Historia
El nacimiento de la localidad de Valderrama, del Partido de la Sierra en Tobalina, se corresponde con los primeros momentos de la repoblación altomedieval con el nombre de "Valle de Rama".(بلد الرحمة / País de misericordia). En los llamados votos de Fernán González, a mediados del siglo XII, se la cita ya como entidad propia, independiente de Tobalina y como intermedio entre los alfoces de Petralata (Frías) y Tedeja (Trespaderne). Casi con toda seguridad durante la repoblación de Frías, a comienzos del siglo XIII por Alfonso VIII, todas las aldeas de Tobalina, entre ellas la del Partido de la Sierra, pasaran a formar parte de su municipio, por lo menos así consta en el siglo XIV. En el año 1373 pasaban Valderrama y sus lugares, al mismo tiempo que Tobalina, al régimen de señorío dependiente de una de las familias más poderosas de Castilla, los Velasco. En el año 1588 Valderrama estaba formada por cuatro barrios, antiguos lugares semidespoblados que conservaban sus parroquias, entre todos sumaban 40 vecinos. La villa de Frías siguió ejerciendo como capital del valle de Tobalina hasta el año 1728, cuando se independizó formando un ayuntamiento propio con capital en Quintana Martín Galíndez.
Un siglo después, en el año 1834 se formaron dos ayuntamientos constitucionales dentro del valle de Tobalina: uno se denominó "Valle de Tobalina" y el otro "Partido de la Sierra en Tobalina", con capital este último en Valderrama. Por aquella época lo integraban 359 habitantes y tenía lugares como Cubilla, Ranera, Villanueva de los Montes y Zangandez, igual que en la actualidad, y ocupaba dos bolsadas, una con la capital y Cubilla, y la otra con el resto de los lugares. En la actualidad Valderrama está integrado dentro del partido judicial de Villarcayo, y su nombre oficial, Partido de la Sierra en Tobalina, recuerda su pasada vinculación a Tobalina al tiempo que resalta su independencia de la cercana ciudad de Frías.
Villa, en el Valle de Tobalina, en el partido de Castilla la Vieja en Burgos, jurisdicción de señorío, ejercida por el duque de Frías quien nombraba su alcalde ordinario. A la caída del Antiguo Régimen quedó agregado al ayuntamiento constitucional de Partido de la Sierra en Tobalina, en el partido de Villarcayo perteneciente a la región de Castilla la Vieja.
A mediados del siglo XIX, la villa tenía contabilizada una población de 127 habitantes. Aparece descrito en el decimoquinto volumen del Diccionario geográfico-estadístico-histórico de España y sus posesiones de Ultramar de Pascual Madoz de la siguiente manera:

VALDERRAMA: v. en la prov., dióc. aud. terr. y c. g. de Burgos (10 leg.); part. jud. de Villarcayo (2), ayunt. del Valle de Tovalina: sit. en la carretera que conduce de Santander á Rioja por el puerto del Escudo; su clima es frio, pero sano. Tiene 38 casas; igl. parr., cementerio ventilado, y buenas aguas potables. Confina con Frias y Cubilla. El terreno es de mediana calidad. Los caminos, locales, escepto la carretera mencionada. prod.: granos, legumbres y pastos: cria ganados y alguna caza. pobl.: 34 vec., 127 alm. cap. prod.: 531,800 rs. imp: 53,875. Contribuye con el ayunt.
(Madoz, 1849, p. 291)

## Fiestas y costumbres
Celebra el 15 de mayo la festividad de San Isidro. Ese día los labradores preparan un ramo adornado con flores y cerezas acudiendo a misa y procesión. El ayuntamiento, antes la Cámara Agraria, invita a todos a un aperitivo. También el día 29 de junio celebra la festividad de los santos Pedro y Pablo con misa, procesión y nuevamente aperitivo. Por la tarde tanto vecinos como visitantes se reúnen para asar chorizo y chuletas.
Existe la costumbre de que un grupo de personas, jóvenes y mayores con ganas de cantar y bailar, vayan visitando las casas de los vecinos, animando y alegrándoles el día a cambio de algo de comer y beber.

## Patrimonio
Hay una iglesia de la Santísima Trinidad, dependiente de la parroquia de Frías en el Arciprestrazgo de Medina de Pomar, diócesis de Burgos